# جبل مؤيمرة
جبل مؤيمرة موجود في منطقة يطل فيها على قرية ركاب (الحنكة)وقرية الاشعوب وقرية الحقيل .شمير في تعز في اليمن
يطل على العديد من القرى في تلك المناطق ويحتضن في حناياه وجوانبه قرية ركاب(الحنكة) الاشعوب والمنبر والحقيل وعزلة السواغ
ارتبط اسم جبل مؤيمرة بحصن مؤيمرة واحيانا يطلق عليه جبل الحصن حيث يوجد فيه حصن مؤيمرة الشهير الذي الذي انشيئ في 1850 م
وكان يقيم فيه حسن بن يحيى الذي كان مقاوما للاتراك في تلك الايام
وارتبط بمؤيمرة العديد من القصص و الحكايا التي ربما تكون شعبية أكثر مما هي حقيقية